# QNH

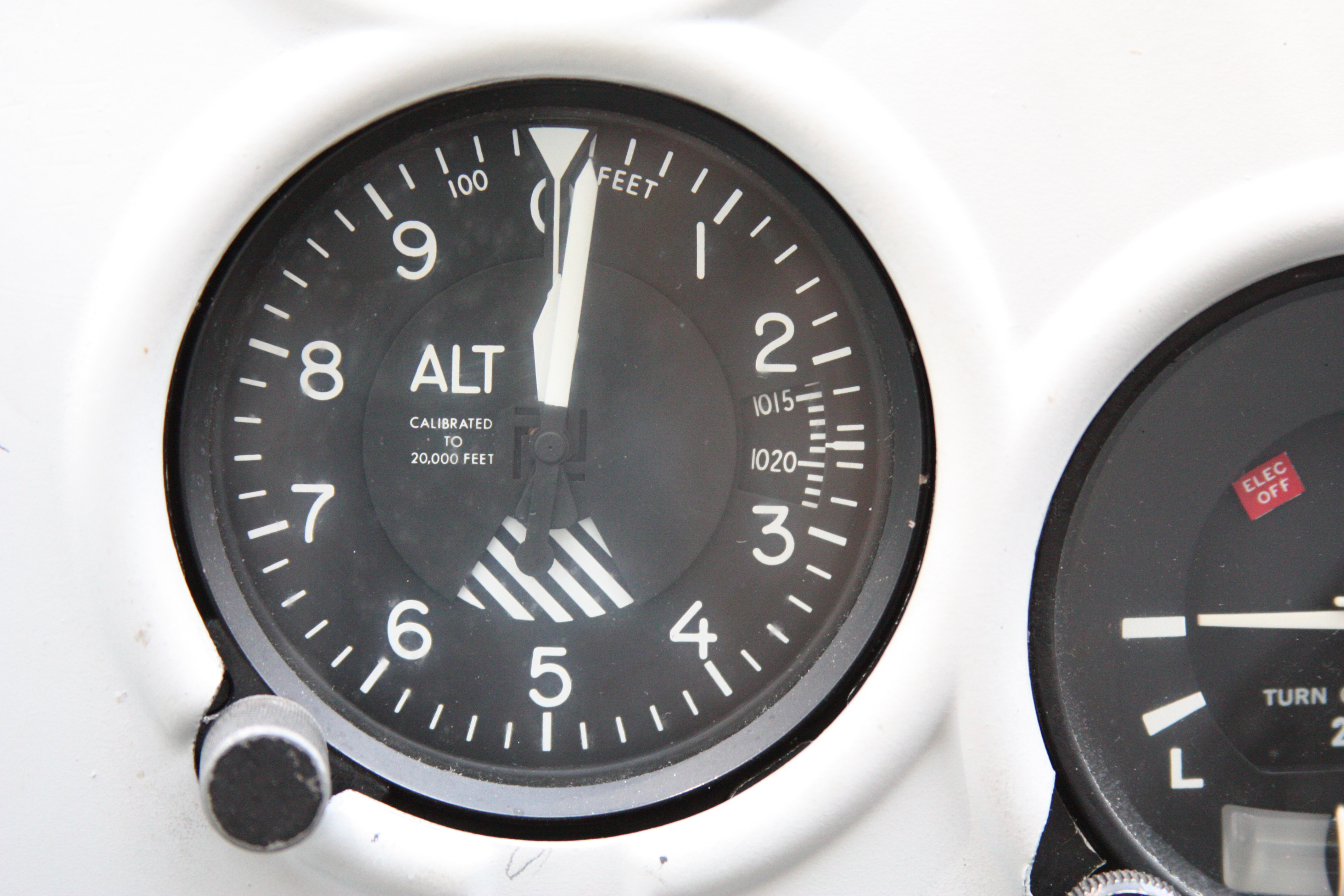
Altímetro que se puede ajustar en relación con un plano de presión particular, por ejemplo, el QNH, en hPa

Un QNH es código Q que designa un tipo de sistema de referencia presión-altitud en el entorno aeronáutico, el objetivo de estos sistemas de referencia es conocer la altitud de la aeronave con respecto a la presión que en el aire circundante se encuentra (puesto que la altura es inversamente proporcional a la presión, para más información véase «sistemas de referencia presión-altitud»). En el sistema de referencia QNH la presión de referencia tomada es la de la estación meteorológica más cercana a nivel del mar, por lo que la altura de "0 metros" estará situada en el nivel del mar. Esto se debe a que la presión a nivel del mar cambia según el lugar geográfico debido a diferentes fenómenos meteorológicos.
El sistema QNH es utilizado para vuelos a una altitud inferior a 6000ft (1828,8 metros), salvo excepciones por motivos de seguridad en algunos aeropuertos como el de Madrid-Barajas; para altitudes superiores se usa el sistema de referencia QNE.
El sistema de referencia QNH es más preciso que el QNE aunque más laborioso para el piloto, que deberá ajustar constantemente la presión de referencia en el altímetro.
Como dato adicional y para su mayor comprensión debemos entender los siguientes conceptos.
- Altitud: Distancia a la que vuela una aeronave con respecto al nivel medio del mar.

- Altura: Distancia entre una elevación del terreno y una aeronave en vuelo.

- Elevación: Distancia entre el nivel medio del mar y una superficie de la tierra (Montaña, Valle, etc.)